# Mihály Bíró
Mihály Bíró (19 de setembro de 1919 - meados de 1970) foi um futebolista húngaro.

## Carreira
Mihály Bíró fez parte do elenco da Seleção Húngara de Futebol da Copa do Mundo de 1938, mas não chegou a atuar.